# Весна Капор
Весна Капор (Невесиње, 3. јануар 1965) српски је књижевник, уредник и критичар. Пише прозу и књижевну критику. Уредник је књижевног програма у Студентском културном центру у Београду.

## Биографија
Весна Капор рођена је у Невесињу, у Херцеговини, где је завршила основну школу Ристо Пророковић и Средњошколски центар Благоје Паровић. Филолошки факултет завршила у Београду. Објавила роман Три самоће или мјесто недовршених ствари  (СКЗ, 2010, Филип Вишњић, 2011) и збирку прича По сећању се хода као по месечини (Агора, 2014, Филип Вишњић, 2016). Добитница је награде Лаза Костић и Награде Милоша Црњанског. Збирка прича По сећању се хода као по месечини била је и у најужем избору за Андрићеву награду, награду Стеван Сремац и награду Меша Селимовић. 
Кратку прозу Као што и вама желим објавила у краљевачкој Повељи, 2016. године, а збирку прича Венац за оца, 2018. године у београдској СКЗ. Добитница награде Кондир Косовке девојке за 2018. годину.
Ради у Студентском културном центру у Београду као уредник књижевног програма.
Аутор је регионалног књижевно-визуелног конкурса за младе писце Реч у простору и приређивач истоименог зборника. Поред представљања актуелне књижевне сцене, различитих поетика и генерација, приредила је трибинске циклусе: Како се пише прича, Дневник о Црњанском, Традиционално и модерно у српској књижевности, Политика и књижевност, Два гласа, женски и мушки принцип у песништву, Млади аутори на књижевној сцени, Глобализација, сад и овде, плус и минус, Смисао писања у (Н)овом веку, Велики рат и књижевност, Наши савременици - класици српске књижевности, Савремена руска књижевност и Велики рат, приче о писцима: Бојић и Дис.
Добитница је и Повеље захвалности Филолошког факултета у Београду за изузетан допринос и успешну сарадњу у развоју наставе, језика, књижевности и културе. 
Њене приче су заступљене у збиркама: Путник са далеког неба, Зона Библиона, Са Андрићеве чесме, Корак исписан пером, Врт наде, Најкраће српске приче и Приче о Косову.
Проза Весне Капор преведена је на руски, македонски и мађарски језик.
Књижевну критику и колумне објављивала у свим нашим важнијим часописима.

## Награде и признања
- Награда „Милош Црњански”, за књигу По сећању се хода као по месечини, 2015.
- Награда „Лаза Костић”, за књигу По сећању се хода као по месечини, 2015.
- Награда „Кондир Косовке девојке”, 2018.
- Награда „Данко Поповић”, за књигу приповедака Венац за оца, 2019.
- Награда „Меша Селимовић”, за роман Небо, тако дубоко, 2021.[7][8][9]
- Награда "Ђуро Дамјановић" за роман "Небо, тако дубоко", 2021.
- Награда "Златни Беочуг", 2023.
- Награда Удружења књижевника Републике Српске за роман "Маша и медведи" 2024.

## Дела
- Три самоће или мјесто недовршених ствари, роман (СКЗ, Београд, 2010[10], Филип Вишњић, Београд, 2011[11])
- По сећању се хода као по месечини, збирка прича (Агора, Зрењанин, 2014[12], Филип Вишњић, Београд, 2016[13])
- Као што и вама желим, кратка проза (Повеља, Краљево, 2016)[14]
- Венац за оца, збирка прича (СКЗ, Београд, 2018)[15]
- Милош Црњански: живот и коментари, са Предрагом Петровићем и фотографом Срђаном Вељовићем, Завод за унапређивање образовања и васпитања, Београд, 2014)[16]
- Небо, тако дубоко, роман (СКЗ, Београд, 2021)
- Маша и медведи, роман (Вукотић медија, 2023)[17]